# Kevin Stenlund
Kevin Stenlund (Estocolmo, Suecia, 20 de septiembre de 1996) es un jugador profesional sueco de hockey sobre hielo que se desempeña en la posición de centro en Florida Panthers, equipo de la National Hockey League (NHL).

## Carrera
Fue seleccionado en la segunda ronda en la NHL Entry Draft de 2015. En 2018 hizo su debut profesional con el equipo Columbus Blue Jackets, en el cual jugó cuatro temporadas (2018-2022), después pasó a Winnipeg Jets (2022-2023), luego a Florida Panthers, donde lleva jugando una temporada.